# Afandia-Orniti
Afandia-Orniti lub Afania (gr. Αφάντεια-Ορνίθι lub Αφάνεια, tur. Gaziköy) – wieś na Cyprze, w dystrykcie Famagusta. Znajduje się de facto pod zarządem Cypru Północnego, 8 km na północny zachód od Vatili. We wsi znajduje się boisko sportowe. W 2006 mieszkało tu 679 osób.